# Duplicació de claus

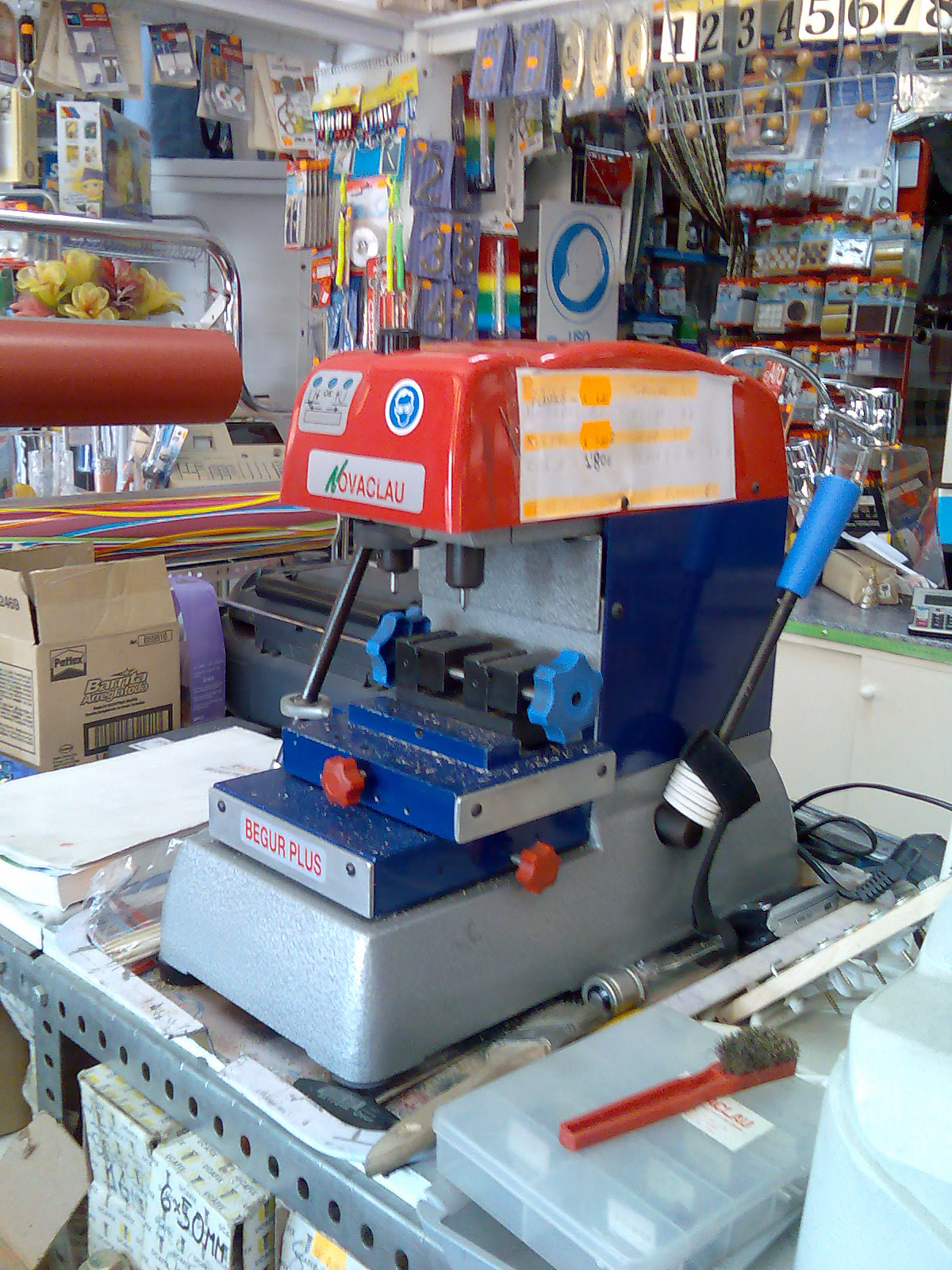
Màquina copiadora de claus de seguretat.

La duplicació de claus  és l'obtenció d'una clau capaç d'obrir un pany correctament a partir d'una mostra. El mètode més habitual i estès per a la consecució d'una clau operativa és a través de la màquina "copiadora de fresa", encara que existeixen molts altres mitjans.

## Història de la duplicació de claus

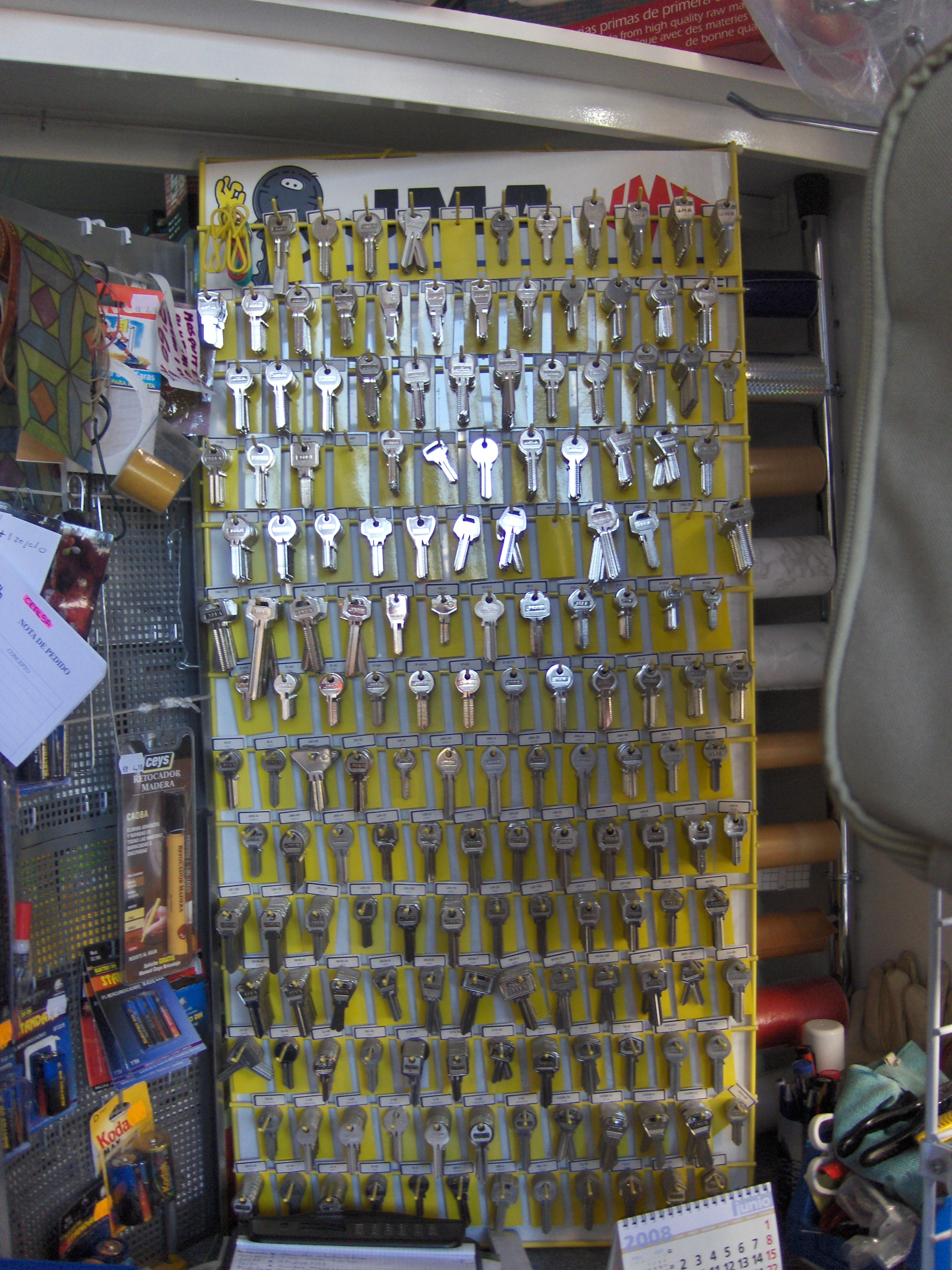
Hi ha grans assortits de claus verges.

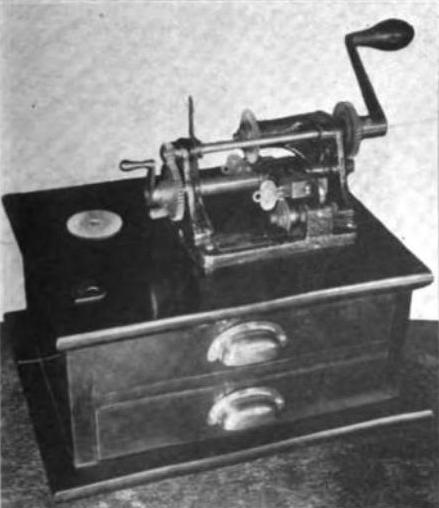
Màquina copiadora de claus mecànica, creada cap a 1917.

No va ser fins al 1917 quan es va inventar, als Estats Units, una màquina que permetia una ràpida duplicació de claus planes metàl·liques, fet que va contribuir a la proliferació d'aquests aparells durant el segle xx.
| «                                                                | La clau a duplicar se situa en una mordassa i la clau verge en una altra mordassa sota la fresa. El suport de les dues mordasses es posa en posició a través d'un embragatge perquè pugui lliscar longitudinalment, de manera que les vores de la clau patró i de la clau verge toquin el palpador i la fresa, respectivament. Després d'això, s'allibera l'embragatge i la barra vertical entra en acció. La fresa, accionada per una maneta situada a la dreta de la màquina passa llavors per tota la longitud de la clau. S'obté així una còpia de la clau patró aproximadament en un minut. | » |
| — "Man And His Machines", The World's Work XXXIII: 6 April, 1917 | |   |

## Còpia de claus
El mètode més habitual i estès per duplicar una clau és, per tant, la còpia mitjançant l'esmentada "fresadora copiadora". La clau plana original se situa en una mordassa de la màquina, amb una segona mordassa que subjecta una clau anàloga "verge". La clau original es desplaça per una guia, mentre que la nova és tallada per la fresa. Després del tallat de la clau, cal treure-li les rebaves, fent ús d'un raspall, per evitar que puguin embussar el pany impedir-ne el correcte funcionament i, fins i tot, bloquejant-lo.
Les diferents màquines copiadores poden estar més o menys automatitzades, i poden emprar diferents eines per tallar i desbastar, però totes tenen un disseny derivat de les copiadores primitives.
Aquestes màquines estan disponibles en les ferreteries o serralleries especialitzades i en els anomenats "ràpids", encara que no sempre és possible trobar les claus verges adequades.
Algunes claus estan dissenyades per dificultar-ne la còpia. N'hi ha d'altres que porten gravada la llegenda "no duplicar".